# Shalom (Automarke)
Shalom war eine brasilianische Automarke.

## Markengeschichte
Ein Unternehmen aus Rio de Janeiro stellte zu Beginn der 1980er Jahre Automobile her. Der Markenname lautete Shalom.

## Fahrzeuge
Im Angebot standen VW-Buggies. Auf ein Fahrgestell von Volkswagen do Brasil wurde eine offene türlose Karosserie aus Fiberglas montiert. Ein luftgekühlter Vierzylinder-Boxermotor im Heck trieb die Hinterräder an. Hinter den vorderen Sitzen war eine Überrollvorrichtung.